# Sonorella todseni
Sonorella todseni är en snäckart som beskrevs av W. B. Miller 1976. Sonorella todseni ingår i släktet Sonorella och familjen Helminthoglyptidae. IUCN kategoriserar arten globalt som nära hotad. Inga underarter finns listade i Catalogue of Life.